# Lakarka
Lakarka là một thị trấn thống kê (census town) của quận Dhanbad thuộc bang Jharkhand, Ấn Độ.

## Nhân khẩu
Theo điều tra dân số năm 2001 của Ấn Độ, Lakarka có dân số 6962 người. Phái nam chiếm 52% tổng số dân và phái nữ chiếm 48%. Lakarka có tỷ lệ 54% biết đọc biết viết, thấp hơn tỷ lệ trung bình toàn quốc là 59,5%: tỷ lệ cho phái nam là 67%, và tỷ lệ cho phái nữ là 40%. Tại Lakarka, 17% dân số nhỏ hơn 6 tuổi.